# Lyman Frank Baum
Lyman Frank Baum (Chittenango, 15. svibnja 1856. – Hollywood, 6. svibnja 1919.) bio je američki pisac romana za djecu, najpoznatiji kao tvorac romana Čarobnjak iz Oza. Napisao je trinaest nastavaka serijala iz Oza.
Njegov opus se sastoji od 55 romana, devet drugih fantastičnih romana, 82 kratke priče, preko 200 pjesama, te nepoznatog broja izgubljenih romana, scenarija i raznih rukopisa. Tijekom života, nastojao je prenijeti svoja djela na pozornicu i film.
Baum je u svojim djelima predvidio medije koji su se pojavili stoljeće kasnije, kao što su televizija, proširena stvarnost, prijenosna računala (The Master Key) i mobilni telefoni (Tik-Tok of Oz).

## Djela

### Serijal knjiga o Ozu
- The Wonderful Wizard of Oz (1900.)
- The Marvelous Land of Oz (1904.)
- Queer Visitors from the Marvelous Land of Oz (1905., strip koji oslikava 27 priča)
- The Woggle-Bug Book (1905.)
- Ozma of Oz (1907.)
- Dorothy and the Wizard in Oz (1908.)
- The Road to Oz (1909.)
- The Emerald City of Oz (1910.)
- The Patchwork Girl of Oz (1913)
- Little Wizard Stories of Oz (1913., kolekcija 6 kratkih priča)
- Tik-Tok of Oz (1914.)
- The Scarecrow of Oz (1915.)
- Rinkitink in Oz (1916.)
- The Lost Princess of Oz (1917.)
- The Tin Woodman of Oz (1918.)
- The Magic of Oz (1919., posmrtno objavljena)
- Glinda of Oz (1920., posmrtno objavljena)
- The Royal Book of Oz (1921., posmrtno pripisan, u potpunosti djelo Ruth Plumly Thompson)

### Druga djela
- Mother Goose in Prose (prozno prepričavanje dječje poezije, Mother Goose, 1897.)
- By the Candelabra's Glare (poezija, 1898.)[1]
- Father Goose: His Book (poezija, 1899.)
- The Magical Monarch of Mo (fantastika, 1903.) [izvorno objavljen 1900. pod nazivom, A New Wonderland]
- The Army Alphabet (poezija, 1900.)
- The Navy Alphabet (poezija, 1900.)
- Dot and Tot of Merryland (fantastika, 1901.)
- American Fairy Tales (fantastika, 1901.)
- The Master Key: An Electrical Fairy Tale (fantastika, 1901.)
- The Life and Adventures of Santa Claus (fantastika, 1902.)
- The Enchanted Island of Yew (fantastika, 1903.)
- Queen Zixi of Ix (fantastika, 1905.)
- John Dough and the Cherub (fantastika, 1906.)
- Father Goose's Year Book: Quaint Quacks and Feathered Shafts for Mature Children (poezija za odrasle, 1907.)
- The Daring Twins: A Story for Young Folk (roman, 1911.)
- The Sea Fairies (fantastika, 1911.)
- Sky Island (fantastika, 1912.)
- Phoebe Daring: A Story for Young Folk (roman, 1912.)
- Our Married Life (roman, 1912.) [izgubljen]
- Johnson (roman, 1912.) [izgubljen]
- The Mystery of Bonita (roman, 1914.) [izgubljen]
- Animal Fairy Tales (fantastika, 1969.) [izvorno objavljen 1905.]

### Kratke priče
(Bilješka:)
- "They Played a New Hamlet" (1895.)
- "A Cold Day on the Railroad" (1895.)
- "Who Called 'Perry?'" (1896.)
- "Yesterday at the Exhibition" (1896.)
- "My Ruby Wedding Ring" (1896.)
- "The Man with the Red Shirt" (c. 1897.)
- "How Scroggs Won the Reward" (1897.)
- "The Extravagance of Dan" (1897.)
- "The Return of Dick Weemins" (1897.)
- "The Suicide of Kiaros" (1897.)
- "A Shadow Cast Before" (1897.)
- "John" (1898.)
- "The Mating Day" (1898.)
- "Aunt Hulda's Good Time" (1899.)
- "The Loveridge Burglary" (1900.)
- "The Bad Man" (1901.)
- "The King Who Changed His Mind" (1901.)
- "The Runaway Shadows or A Trick of Jack Frost" (1901.)
- "(The Strange Adventures of) An Easter Egg" (1902.)
- "The Ryl of the Lilies" (1903.)
- "Chrome Yellow" (1904. neobjavljena)
- "Mr. Rumple's Chill" (1904.)
- "Bess of the Movies" (1904.)
- "The Diamondback" (1904.)
- "A Kidnapped Santa Claus" (1904.)
- "The Woggle-Bug Book: The Unique Adventures of the Woggle-Bug" (1905.)[2]
- "Nelebel's Fairyland" (1905.)
- "Jack Burgitt's Honor" (1905.)
- "The Tiger's Eye: A Jungle Fairy Tale" (1905.)
- "The Yellow Ryl" (1906.)
- "The Witchcraft of Mary–Marie" (1908.)
- "The Man-Fairy" (1910.)
- "Juggerjook" (1910.)
- "The Tramp and the Baby" (1911.)
- "Bessie's Fairy Tale" (1911.)
- "Aunt 'Phroney's Boy" (1912.)
- "The Littlest Giant—An Oz Story" (1918.)
- "An Oz Book" (1919.)

### Pod pseudonimom
Kao Edith Van Dyne:
- Aunt Jane's Nieces (1906.)
- Aunt Jane's Nieces Abroad (1907.)
- Aunt Jane's Nieces at Millville (1908.)
- Aunt Jane's Nieces at Work (1909.)
- Aunt Jane's Nieces in Society (1910.)
- Aunt Jane's Nieces and Uncle John (1911.)
- The Flying Girl (1911.)
- Aunt Jane's Nieces on Vacation (1912.)
- The Flying Girl and Her Chum (1912.)
- Aunt Jane's Nieces on the Ranch (1913.)
- Aunt Jane's Nieces Out West (1914.)
- Aunt Jane's Nieces in the Red Cross (1915.)
- Mary Louise (1916.)
- Mary Louise in the Country (1916.)
- Mary Louise Solves a Mystery (1917.)
- Mary Louise and the Liberty Girls (1918.)
- Mary Louise Adopts a Soldier (1919.)

Kao Floyd Akers:
- The Boy Fortune Hunters in Alaska (1906.) [izvorno objavljeno kao Sam Steele's Adventures on Land and Sea pod "Capt. Hugh Fitzgerald"]
- The Boy Fortune Hunters in Panama (1907.) [izvorno objavljeno kao Sam Steele's Adventures in Panama pod "Capt. Hugh Fitzgerald"; ponovno tiskan 2008. kao The Amazing Bubble Car)
- The Boy Fortune Hunters in Egypt (1908.) [ponovno tiskan 2008. kao The Treasure of Karnak]
- The Boy Fortune Hunters in China (1909.) [ponovno tiskan 2006. kao The Scream of the Sacred Ape]
- The Boy Fortune Hunters in Yucatan (1910.)
- The Boy Fortune Hunters in the South Seas (1911.)

Kao Schuyler Staunton:
- The Fate of a Crown (1905.)
- Daughters of Destiny (1906.)

Kao John Estes Cooke:
- Tamawaca Folks:  A Summer Comedy (1907.)

Kao Suzanne Metcalf:
- Annabel, A Novel for Young Folk (1906.)

Kao Laura Bancroft:
- The Twinkle Tales (1906.) [prikupljeno kao Twinkle and Chubbins]
- Policeman Bluejay (1907.) [poznat i kao Babes in Birdland]

Anonimno:
- The Last Egyptian: A Romance of the Nile (1908.)

### Razno
- Baum's Complete Stamp Dealer's Directory (1873.)
- The Book of the Hamburgs (vodič za perad, 1886.)
- Our Landlady (novinske priče, 1890. – 91.)
- The Art of Decorating Dry Goods Windows and Interiors (1900.)
- L. Frank Baum's Juvenile Speaker (ili Baum's Own Book for Children) [kolekcije pregledanih radova (1910.), kasnije objavljena kao The Snuggle Tales (1916. – 17.) i Oz-Man Tales (1920.)
- In Other Lands Than Ours (1907.) [urednik; kolekcija pisama koje je napisala njegova supruga, Maud Gage Baum][3]

### Predstave i adaptacije
- The Mackrummins (predstava, 1882.) [izgubljena]
- The Maid of Arran (predstava, 1882.)
- Matches (predstava, 1882.) [izgubljena]
- Kilmourne, or O'Connor's Dream (predstava, 1883.) [izgubljena]
- The Queen of Killarney (predstava, 1883.) [izgubljena]
- The Songs of Father Goose (1900.)
- "The Maid of Athens:  A College Fantasy" (skica predstave, 1903., s Emersonom Houghom)
- "The King of Gee-Whiz" (skica predstave, 1905., s Emersonom Houghom)
- Mortal for an Hour ili The Fairy Prince ili Prince Marvel (predstava, 1909)
- The Pipes O' Pan (predstava, 1909., s Georgeom Scarboroughom; dovršen je samo prvi čin)
- King Bud of Noland, or The Magic Cloak (mjuzikl, 1913.)
- Stagecraft, or, The Adventures of a Strictly Moral Man (mjuzikl, 1914.)
- Prince Silverwings (s Edith Ogden Harrison, temeljen na njenoj knjizi, dovršeno 1915., objavljeno 1982.)
- The Uplift of Lucifer, or Raising Hell: An Allegorical Squazosh (mjuzikl, 1915.)
- Blackbird Cottages:  The Uplifters' Minstrels (mjuzikl, 1916.)
- The Orpheus Road Show:  A Paraphrastic Compendium of Mirth (mjuzikl, 1917.)